# Aphthona juliana
Aphthona juliana es un coleóptero de la familia Chrysomelidae. Fue descrita científicamente por primera vez en 1953 por Springer.